# Кубок світу з біатлону 2015—2016 — етап 2
Другий етап Кубка світу з біатлону 2015—16 відбувся в Гохфільцені, Австрія, з 11 по 13 грудня  2015 року. До програми етапу включено 6 гонок: спринт та гонка переслідування у чоловіків та жінок, а також чоловіча і жіноча естафети.

## Гонки

### Чоловіки
| Гонка:                                                                         | Золото:                                                           | Час                                                       | Срібло:                                                                       | Час                                           | Бронза:                                                          | Час                                                       |
| Спринт 10 км Протокол [Архівовано 13 грудня 2015 у Wayback Machine.]           | Сімон Шемпп Німеччина                                             | 23:52.3 (0+0)                                             | Мартен Фуркад Франція                                                         | 24:02.2 (1+0)                                 | Тар'єй Бо Норвегія                                               | 24:11.2 (0+0)                                             |
| Переслідування 12,5 км Протокол [Архівовано 15 грудня 2015 у Wayback Machine.] | Мартен Фуркад Франція                                             | 31:19.9 (0+2+0+0)                                         | Сімон Шемпп Німеччина                                                         | +8.9 (0+0+1+0)                                | Антон Шипулін Росія                                              | +19.1 (0+0+2+0)                                           |
| Естафета 4 х 7,5 км Протокол [Архівовано 16 грудня 2015 у Wayback Machine.]    | Росія Олексій Волков Євген Гаранічев Дмитро Малишко Антон Шипулін | 1:11:40.8 (0+0) (0+1) (0+0) (0+0) (0+2) (0+1) (0+0) (0+2) | Норвегія Генрік л'Абе-Лунд Йоганнес Тінгнес Бо Тар'єй Бо Еміль Хегле Свендсен | 1:11:43.9 (0+0) (0+2) (0+0) (0+1) (0+0) (0+2) | Франція Сімон Фуркад Кентен Фійон Майє Сімон Детьє Мартен Фуркад | 1:12:42.7 (0+1) (0+0) (0+0) (0+3) (0+0) (0+1) (0+1) (0+0) |

### Жінки
| Гонка:                                                                       | Золото:                                                                | Час                                                       | Срібло:                                                                        | Час                                                       | Бронза:                                                          | Час                                           |
| Спринт 7,5 км Протокол [Архівовано 22 грудня 2015 у Wayback Machine.]        | Франціска Гільдебранд Німеччина                                        | 20:04.1 (0+0)                                             | Марен Гаммершмідт Німеччина                                                    | 20:19.2 (0+0)                                             | Міріам Гесснер Німеччина                                         | 20:25.1 (0+1)                                 |
| Переслідування 10 км Протокол [Архівовано 14 грудня 2015 у Wayback Machine.] | Лаура Дальмаєр Німеччина                                               | 28:23.3 (0+0+0+1)                                         | Марен Гаммершмідт Німеччина                                                    | 28:36.6 (0+0+1+1)                                         | Габріела Соукалова Чехія                                         | 20:41.8 (0+0+0+1)                             |
| Естафета 4 х 6 км Протокол [Архівовано 15 грудня 2015 у Wayback Machine.]    | Італія Ліза Віттоцці Карін Обергофер Федеріка Санфіліппо Доротея Вірер | 1:05:32.6 (0+0) (0+0) (0+0) (0+1) (0+3) (0+2) (0+1) (0+1) | Німеччина Франціска Гільдебранд Марен Гаммершмідт Ванесса Гінц Франциска Пройс | 1:05:32.8 (0+0) (0+2) (0+1) (0+1) (0+0) (0+1) (0+1) (0+1) | Україна Юлія Джима Ольга Абрамова Валя Семеренко Олена Підгрушна | 1:05:45.7 (0+1) (0+0) (0+1) (0+2) (0+2) (0+1) |

## Досягнення
Перша перемога на етапах Кубка світу
Франциска Гільдебранд,  Німеччина — спринт
Найкращий виступ за кар'єру
|  |  |

Перша гонка в Кубку світу
|  |  |